# 2009–2010-es belga labdarúgó-bajnokság (első osztály)
A 2009–2010-es belga labdarúgó-bajnokság (Jupiler Pro League-ként is ismert; a név a főszponzor Jupiler sörből származik) a belga labdarúgás 107. szezonja. Az évad 2009. július 31-én kezdődött és 2010 májusában, rájátszás-mérkőzésekkel ért véget. A címvédő a Standard de Liège volt. A bajnokság jelentős változásokat hozott: csökkentették a csapatok létszámát 18-ról 16-ra és először a liga történetében rájátszásban döntötték el, hogy ki nyeri a bajnokságot. Az R.E. Mouscron-t kizárták a bajnokságból miután 12 millió eurós tartozást halmozott föl. A következő évben a harmadosztályban indulhatott el, a 2009-2010-es szezonban szerzett bajnoki eredményeit törölték.
A bajnokságot a szezon végén az RSC Anderlecht nyerte meg.

## Változások
Két fő változást hozott a 2009-2010-es bajnokság. Egyrészt a bajnokságban részt vevő csapatok számát tizennyolcról tizenhatra csökkentették; másrészt bevezették a bajnokság "hagyományos" részét követő "rájátszást": a részt vevő klubok először 30 mérkőzést játszanak. A 16. helyen álló csapat közvetlenül kiesik a másodosztályba, míg a többi csapat a tabellán elfoglalt pozíciója alapján fog játszani a saját rájátszáskörében.

## Csapatváltozások

### Kiesett csapatok
- Mons
- Tubize

### Feljutott csapatok
- Sint-Truidense (EXQI League2008-2009: bajnok)
- A Roeselare a Dender-t, a Lierse-t és az Antwerp-et győzte le a rájátszásban és így bennmaradt az első osztályban.

## Csapatok
| Csapat                         | Város        | Stadion                          | Férőhely |
| ------------------------------ | ------------ | -------------------------------- | -------- |
| R.S.C. Anderlecht              | Anderlecht   | Constant Vanden Stock Stadium    | 28,063   |
| Cercle Brugge KSV              | Brugge       | Jan Breydel Stadion              | 29,415   |
| R. Charleroi S.C.              | Charleroi    | Stade du Pays de Charleroi       | 24,891   |
| Club Brugge KV                 | Brugge       | Jan Breydel Stadion              | 29,415   |
| K.R.C. Genk                    | Genk         | Cristal Arena                    | 24,900   |
| K.A.A. Gent                    | Ghent        | Jules Ottenstadion               | 12,919   |
| K.F.C. Germinal Beerschot      | Antwerpen    | Olimpiai Stadion                 | 12,771   |
| K.V. Kortrijk                  | Kortrijk     | Guldensporen Stadion             | 9,500    |
| K.S.C. Lokeren Oost-Vlaanderen | Lokeren      | Daknamstadion                    | 10,000   |
| KV Mechelen                    | Mechelen     | Veolia Stadium Achter de Kazerne | 13,123   |
| R.E. Mouscron                  | Mouscron     | Stade Le Canonnier               | 11,300   |
| Roeselare                      | Roeselare    | Schiervelde Stadion              | 9,036    |
| K. Sint-Truidense V.V.         | Sint-Truiden | Staaienveld                      | 11,250   |
| Standard Liège                 | Liège        | Stade Maurice Dufrasne           | 30,000   |
| K.V.C. Westerlo                | Westerlo     | Het Kuipje                       | 8,200    |
| S.V. Zulte-Waregem             | Waregem      | Regenboogstadion                 | 8,500    |

| Csapat                         | Edző                | Csapatkapitány          |
| ------------------------------ | ------------------- | ----------------------- |
| R.S.C. Anderlecht              | Ariel Jacobs        | Olivier Deschacht       |
| Cercle Brugge KSV              | Glen De Boeck       | Denis Viane             |
| R. Charleroi S.C.              | Stéphane Demol      | Adlène Guedioura        |
| Club Brugge KV                 | Adrie Koster        | Stijn Stijnen           |
| K.R.C. Genk                    | Hein Vanhaezebrouck | Hans Cornelis           |
| K.A.A. Gent                    | Michel Preud’homme  | Randall Azofeifa        |
| K.F.C. Germinal Beerschot      | Jos Daerden         | Kurt Van Dooren         |
| K.V. Kortrijk                  | Georges Leekens     | Brecht Verbrugghe       |
| K.S.C. Lokeren Oost-Vlaanderen | Aleksandar Janković | Olivier Doll            |
| KV Mechelen                    | Peter Maes          |                         |
| R.E. Mouscron                  | Miroslav Đukić      |                         |
| Roeselare                      | Dennis Van Wijk     | Stefaan Tanghe          |
| K. Sint-Truidense V.V.         | Guido Brepoels      | Peter Delorge           |
| Standard Liège                 | Bölöni László       | Steven Defour           |
| K.V.C. Westerlo                | Jan Ceulemans       | Jef Delen               |
| S.V. Zulte-Waregem             | Francky Dury        | Ludwin Van Nieuwenhuyze |

## Tabella
# = Helyezés; M = Játszott Meccsek száma; Gy = Győzelem; D = Döntetlen; V = Vereség; Lg = Lőtt gólok; Kg = Kapott gólok; Gk = Gólkülönbség; Pont = Pontok

Rendezési elv: 1.: pontszám; 2.: gólkülönbség; 3.: lőtt gólok száma

## Eredmények
| Hazai/Vendég       | AND | CER | CHA | CLU | GNK | GNT | GBA | KVK | LOK | KVM | MOU | ROE | STR | STA | WES | ZWA |
| ------------------ | --- | --- | --- | --- | --- | --- | --- | --- | --- | --- | --- | --- | --- | --- | --- | --- |
| Anderlecht         |     | 3–2 | 2–0 | 3–2 | 2–0 | 1–1 | 1–0 | 1–0 | 2–0 | 2–0 |     | 3–1 | 1–2 | 1–1 | 3–0 | 2–1 |
| Cercle Brugge      | 1–3 |     | 1–0 | 2–3 | 1–3 | 1–3 | 1–2 | 1–1 | 4–0 | 1–0 | 5–0 | 2–0 | 3–1 | 2–0 | 2–1 | 2–2 |
| Charleroi          | 0–2 | 0–4 |     | 1–2 | 1–3 | 0–2 | 1–0 | 3–3 | 4–1 | 1–2 |     | 3–0 | 0–0 | 2–3 | 1–1 | 0–0 |
| Club Brugge        | 4–2 | 2–1 | 1–0 |     | 1–1 | 1–0 | 1–2 | 2–2 | 2–0 | 1–1 |     | 1–0 | 1–0 | 1–0 | 2–1 | 3–1 |
| Genk               | 0–2 | 2–0 | 1–2 | 2–0 |     | 1–1 | 1–1 | 1–1 | 3–1 | 1–2 | 1–2 | 1–1 | 0–0 | 1–0 | 0–0 | 2–2 |
| Gent               | 2–2 | 3–1 | 2–1 | 1–1 | 2–1 |     | 0–1 | 2–2 | 4–1 | 2–1 | 1–1 | 5–1 | 0–1 | 2–1 | 1–2 | 0–2 |
| Germinal Beerschot | 0–5 | 1–4 | 0–0 | 1–4 | 1–0 | 1–1 |     | 1–0 | 2–1 | 1–3 | 3–2 | 3–0 | 4–1 | 1–1 | 3–1 | 1–1 |
| Kortrijk           | 0–2 | 3–1 | 2–1 | 1–4 | 2–1 | 1–0 | 3–0 |     | 3–1 | 2–0 | 2–2 | 2–0 | 0–1 | 0–2 | 1–1 | 1–0 |
| Lokeren            | 0–4 | 1–1 | 4–1 | 0–1 | 0–2 | 0–1 | 2–0 | 0–0 |     | 2–1 | 4–1 | 1–4 | 1–2 | 1–3 | 1–0 | 1–1 |
| Mechelen           | 0–2 | 1–2 | 1–0 | 2–1 | 2–1 | 2–5 | 1–0 | 1–1 | 2–0 |     | 0–1 | 3–2 | 0–2 | 0–0 | 4–1 | 2–1 |
| Mouscron           | 1–2 | 0–1 | 4–1 | 1–1 | 2–0 |     |     | 0–5 | 0–5 |     |     | 0–0 | 2–1 | 0–0 | 0–1 |     |
| Roeselare          | 1–2 | 3–2 | 1–3 | 2–3 | 1–1 | 0–4 | 1–1 | 0–2 | 1–2 | 1–2 | 1–2 |     | 1–2 | 1–5 | 0–0 | 2–0 |
| Sint-Truidense     | 2–1 | 1–1 | 0–0 | 1–1 | 2–4 | 1–2 | 2–0 | 0–2 | 2–1 | 5–2 |     | 2–1 |     | 2–0 | 0–1 | 1–2 |
| Standard Liège     | 0–4 | 1–1 | 1–1 | 3–1 | 1–0 | 0–2 | 2–2 | 3–1 | 2–0 | 3–0 |     | 0–1 | 2–2 |     | 1–0 | 1–1 |
| Westerlo           | 0–2 | 2–1 | 4–0 | 1–4 | 0–1 | 0–0 | 1–1 | 1–1 | 1–0 | 2–0 |     | 2–2 | 2–0 | 2–0 |     | 1–2 |
| Zulte-Waregem      | 0–2 | 1–0 | 2–2 | 1–1 | 2–2 | 3–1 | 4–0 | 0–2 | 1–0 | 4–1 | 3–1 | 1–1 | 2–0 | 1–1 | 1–0 |     |

A hazai csapat a bal oszlopban, a vendég csapat a felső sorban van.
Színek: Kék: a hazai csapat győzött; Fehér: döntetlen; Piros: a vendég csapat győzött

## Európa Liga rájátszás
Frissítve 2010. április 25-én.

## Európa Liga rájátszás döntő
| 2010. május 2. 20:30 |

| Genk                     | 2–2   | Westerlo                |
| ------------------------ | ----- | ----------------------- |
| De Bruyne 84' Yeboah 90' | (0–1) | Yakovenko 22' Liliu 62' |

| Cristal Arena, Genk |

| 2010. május 7. 20:30 |

| Westerlo | 0–3   | Genk                              |
| -------- | ----- | --------------------------------- |
|          | (0–1) | Carlos 4' Buffel 71' Ogunjimi 81' |

| Het Kuipje, Westerlo |

## Góllövőlista
| Helyezés        | Játékos           | Csapat                                | Gólok |
| --------------- | ----------------- | ------------------------------------- | ----- |
| 1               | Romelu Lukaku     | Anderlecht                            | 15    |
| 2               | Dorge Kouemaha    | Club Brugge                           | 13    |
| 2               | Ibrahim Sidibe    | Sint-Truiden                          | 13    |
| 4               | Teddy Chevalier   | Zulte Waregem                         | 12    |
| 4               | Cyril Théréau     | Charleroi                             | 12    |
| 6               | Dawid Janczyk     | Lokeren (9) és Germinal Beerschot (2) | 11    |
| 7               | Milan Jovanović   | Standard Liège                        | 10    |
| 8               | Christian Benteke | Kortrijk                              | 9     |
| 8               | Mbark Boussoufa   | Anderlecht                            | 9     |
| 8               | Elimane Coulibaly | Gent                                  | 9     |
| 8               | Dominic Foley     | Cercle Brugge                         | 9     |
| 8               | Faris Haroun      | Germinal Beerschot                    | 9     |
| 13              | 6 játékos         | 6 játékos                             | 8     |
| 19              | 5 játékos         | 5 játékos                             | 7     |
| 24              | 11 játékos        | 11 játékos                            | 6     |
| 35              | 11 játékos        | 11 játékos                            | 5     |
| 46              | 17 játékos        | 17 játékos                            | 4     |
| 63              | 19 játékos        | 19 játékos                            | 3     |
| 82              | 38 játékos        | 38 játékos                            | 2     |
| 120             | 60 játékos        | 60 játékos                            | 1     |
| 'Öngólok        | 'Öngólok          | 'Öngólok                              | 12    |
| Összes gól      | Összes gól        | Összes gól                            | 614   |
| Összes mérkőzés | Összes mérkőzés   | Összes mérkőzés                       | 228   |
| Gólátlag        | Gólátlag          | Gólátlag                              | 2.69  |